# Kościół Ścięcia św. Jana Chrzciciela w Pilchowicach
Kościół Ścięcia św. Jana Chrzciciela – rzymskokatolicki kościół parafialny należący do dekanatu Gliwice-Ostropa diecezji gliwickiej.
Obecna świątynia została wzniesiona w stylu późnobarokowym w 1780 roku i poświęcona została w 1781 roku. W ołtarzu głównym jest umieszczony obraz namalowany w XVIII wieku, na którym jest przedstawiona scena ścięcia św. Jana Chrzciciela. Jest to kopia malowidła Michaela Willmanna z kościoła św. Wincentego we Wrocławiu. W czerwcu 1978 roku zostały poświęcone i zawieszone na wieży trzy nowe dzwony. Dzwony poświęcił biskup opolski Alfons Nossol. Z okazji 200-lecia powstania świątyni w 1980 roku zostało gruntownie odnowione i odmalowane jej późnobarokowe wnętrze. Uroczystości rocznicowe były obchodzone w dniu 30 sierpnia i podczas tej uroczystości ksiądz biskup Alfons Nossol konsekrował ołtarz i świątynię.